# Diaballik
Diaballik est un jeu de société combinatoire abstrait, créé par Philippe Lefrançois, composé d'un tablier de 7 par 7, c'est-à-dire de 49 cases. Deux joueurs s'affrontent de manière similaire à deux équipes d'un sport collectif tel que le handball. Chaque équipe possède 7 pions dont un qui a le ballon de l'équipe. Chaque équipe a donc son propre ballon. Le but du jeu est d'amener un pion dans le camp adverse avec le ballon.
Diaballik a inspiré le jeu Senseï (édité par Ferti Games).

## Règle du jeu
La règle du jeu est consultable sur le site officiel du jeu ainsi que sur les sites ludiques spécialisés en référencement.

### Déroulement de la partie
Les deux adversaires jouent à tour de rôle.
À son tour, le joueur a la possibilité d'effectuer jusqu'à 3 actions dans n'importe quel ordre : 2 déplacements orthogonaux d'une case et une passe. Il n'est pas obligé d'effectuer toutes ces actions. Pour déplacer un joueur, il faut que celui-ci n'ait pas le ballon et il faut que la case adjacente située horizontalement ou verticalement soit libre (sans pion de son équipe ou de l'équipe adverse). Comme le joueur a 2 déplacements à sa disposition, s'il veut déplacer un pion vers une case voisine en diagonale, il doit pour cela utiliser deux déplacements orthogonaux, un verticalement et un horizontalement, la case de passage devant être libre. Il est également possible de déplacer deux pions différents d'une case. Le pion qui a le ballon peut faire une passe en lançant aussi loin qu'il veut à un autre pion du même camp situé sur la même ligne, colonne ou diagonale que lui, à condition qu'aucun pion adverse ne soit placé entre les deux pions alliés. Comme au handball, le pion qui a le ballon ne peut pas se déplacer pendant le même tour (mais le pion qui reçoit le ballon peut se déplacer avant de recevoir le ballon).

### Règle d'antijeu
Afin que chaque équipe puisse aller dans le camp adverse, une règle d'antijeu interdit aux joueurs, sous conditions, de constituer une ligne infranchissable pour l'adversaire. Si un joueur crée une ligne infranchissable et que 3 pions adverses sont adjacents à cette ligne, le joueur celui qui a constitué la ligne perd immédiatement.

### Variante
Il existe une variante qui place initialement deux pions dans la zone adverse de chaque équipe. Ainsi, il est plus rapide de faire des attaques.

### Stratégie
Diaballik est un jeu qui porte bien son nom. Les règles sont très simples et le jeu nécessite pas mal de réflexion. À chaque tour, un joueur a un grand nombre de possibilités (en moyenne 600 coups sont possibles). Pour gagner une partie il faut bien entendu attaquer mais il est primordial de se défendre contre les attaques de l'adversaire.

## Versions électroniques
Le jeu se prête facilement à une adaptation électronique. Une version du jeu téléchargeable, qui possède plusieurs niveaux de difficulté, permet d'affronter l'ordinateur.
D'autres versions électroniques ont vu le jour, à destination des téléphones mobiles ou tablettes. Il est possible de jouer sur un mobile sous Android, développé par Raphaël Couturier, ou sur un iPad et iPhone, contre l'ordinateur ou un autre joueur, développé par Guillaume Lemery et Philippe Lefrançois.